# Majeed Ashimeru
Majeed Ashimeru, född 10 oktober 1997, är en ghanansk fotbollsspelare som spelar för belgiska Anderlecht. Han har även spelat för Ghanas landslag.

## Klubbkarriär
Ashimeru började sin seniorkarriär spelandes för West African Football Academy i Ghana Premier League. I augusti 2017 värvades Ashimeru av österrikiska Bundesliga-klubben Red Bull Salzburg, där han skrev på ett fyraårskontrakt. Ashimeru blev dock direkt utlånad till andradivisionsklubben Austria Lustenau. Han spelade 11 ligamatcher, en cupmatch och gjorde ett mål under 2017.
I januari 2018 lånades Ashimeru istället ut till österrikiska Bundesliga-klubben Wolfsberger. Han debuterade den 3 februari 2018 i en 0–0-match mot Rheindorf Altach. En vecka senare gjorde Ashimeru sitt första mål i en 1–0-vinst över Sturm Graz. Ashimeru spelade totalt 15 ligamatcher och gjorde två mål för klubben. I juni 2018 lånades han ut till schweiziska St. Gallen på ett säsongslån. Ashimeru debuterade för klubben i Schweiziska superligan den 21 juli 2018 i en 2–1-vinst över Basel. Han spelade totalt 39 tävlingsmatcher och gjorde fem mål under säsongen 2018/2019.
Säsongen 2019/2020 spelade Ashimeru 20 ligamatcher och gjorde två mål för Red Bull Salzburg då de blev österrikiska mästare. Han spelade även fem cupmatcher och gjorde ett mål i finalen mot Austria Lustenau då Red Bull Salzburg vann dubbeln samt spelade fyra Champions League-matcher. Under första halvan av säsongen 2020/2021 spelade Ashimeru nio ligamatcher, två cupmatcher samt två Champions League-matcher.
I januari 2021 lånades Ashimeru ut till belgiska Anderlecht. Han debuterade för klubben den 3 februari 2021 i en 2–0-vinst över RFC Liège i belgiska cupen. Ashimeru gjorde sin Jupiler League-debut den 21 februari 2021 i en 2–0-förlust mot KV Kortrijk. Han spelade totalt 11 ligamatcher och gjorde ett ligamål samt en cupmatch och ett cupmål under säsongen 2020/2021 för Anderlecht. I juni 2021 utnyttjade Anderlecht en köpoption i låneavtalet och värvade Ashimeru som skrev på ett fyraårskontrakt med klubben. Han spelade 31 ligamatcher, sex cupmatcher och två Europa Conference League-matcher samt gjorde tre mål under säsongen 2021/2022.

## Landslagskarriär
Ashimeru debuterade för Ghanas landslag den 25 maj 2017 i en 1–1-match mot Benin.

## Meriter
Red Bull Salzburg
- Österrikisk mästare: 2020, 2021
- Österrikisk cupvinnare: 2020